# Coupe COSAFA 2004
Navigation
Édition précédente Édition suivante
La Coupe COSAFA 2004 est la huitième édition de cette compétition organisée par la COSAFA. Elle est remportée par l'Angola.

## Tour de qualification
| Maurice | 2 - 0 | Afrique du Sud |

| Lesotho | 0 - 0 10 - 11 tab | Botswana |

| Mozambique | 2 - 0 | Madagascar |

| Angola | 2 - 1 | Namibie |

## Phase finale
|  | Quarts de finale         | Quarts de finale       | Quarts de finale           | Quarts de finale       |            |            | Demi-finales             | Demi-finales             | Demi-finales             | Demi-finales             |  |  | Finale                    | Finale                    | Finale                    | Finale                    |
|  |                          |                        |                            |                        |            |            |                          |                          |                          |                          |  |  |                           |                           |                           |                           |
|  | 27 juin 2004 à Lobamba   | 27 juin 2004 à Lobamba | 27 juin 2004 à Lobamba     | 27 juin 2004 à Lobamba |            |            | 24 octobre 2004 à Harare | 24 octobre 2004 à Harare | 24 octobre 2004 à Harare | 24 octobre 2004 à Harare |  |  | 20 novembre 2004 à Lusaka | 20 novembre 2004 à Lusaka | 20 novembre 2004 à Lusaka | 20 novembre 2004 à Lusaka |
|  | 27 juin 2004 à Lobamba   | 27 juin 2004 à Lobamba | 27 juin 2004 à Lobamba     | 27 juin 2004 à Lobamba |            |            | 24 octobre 2004 à Harare | 24 octobre 2004 à Harare | 24 octobre 2004 à Harare | 24 octobre 2004 à Harare |  |  | 20 novembre 2004 à Lusaka | 20 novembre 2004 à Lusaka | 20 novembre 2004 à Lusaka | 20 novembre 2004 à Lusaka |
|  | Swaziland                | Swaziland              | 0                          | 0                      |            |            | 24 octobre 2004 à Harare | 24 octobre 2004 à Harare | 24 octobre 2004 à Harare | 24 octobre 2004 à Harare |  |  | 20 novembre 2004 à Lusaka | 20 novembre 2004 à Lusaka | 20 novembre 2004 à Lusaka | 20 novembre 2004 à Lusaka |
|  | Swaziland                | Swaziland              | 0                          | 0                      |            |            | 24 octobre 2004 à Harare | 24 octobre 2004 à Harare | 24 octobre 2004 à Harare | 24 octobre 2004 à Harare |  |  | 20 novembre 2004 à Lusaka | 20 novembre 2004 à Lusaka | 20 novembre 2004 à Lusaka | 20 novembre 2004 à Lusaka |
|  | Zimbabwe                 | Zimbabwe               | 5                          | 5                      |            |            | 24 octobre 2004 à Harare | 24 octobre 2004 à Harare | 24 octobre 2004 à Harare | 24 octobre 2004 à Harare |  |  | 20 novembre 2004 à Lusaka | 20 novembre 2004 à Lusaka | 20 novembre 2004 à Lusaka | 20 novembre 2004 à Lusaka |
|  | Zimbabwe                 | Zimbabwe               | 5                          | 5                      | Zimbabwe   | Zimbabwe   | 0                        | 4                        |                          |                          |  |  | 20 novembre 2004 à Lusaka | 20 novembre 2004 à Lusaka | 20 novembre 2004 à Lusaka | 20 novembre 2004 à Lusaka |
|  | 31 juillet 2004 à Lusaka |                        |                            |                        | Zimbabwe   | Zimbabwe   | 0                        | 4                        |                          |                          |  |  | 20 novembre 2004 à Lusaka | 20 novembre 2004 à Lusaka | 20 novembre 2004 à Lusaka | 20 novembre 2004 à Lusaka |
|  |                          |                        | Zambie                     | Zambie                 | 0          | 5          |                          |                          |                          |                          |  |  | 20 novembre 2004 à Lusaka | 20 novembre 2004 à Lusaka | 20 novembre 2004 à Lusaka | 20 novembre 2004 à Lusaka |
|  | Zambie                   | Zambie                 | Zambie                     | Zambie                 | 0          | 5          | 3                        | 3                        |                          |                          |  |  | 20 novembre 2004 à Lusaka | 20 novembre 2004 à Lusaka | 20 novembre 2004 à Lusaka | 20 novembre 2004 à Lusaka |
|  | Zambie                   | Zambie                 | 19 septembre 2004 à Maputo |                        |            |            | 3                        | 3                        |                          |                          |  |  | 20 novembre 2004 à Lusaka | 20 novembre 2004 à Lusaka | 20 novembre 2004 à Lusaka | 20 novembre 2004 à Lusaka |
|  | Maurice                  | Maurice                | 1                          | 1                      |            |            |                          |                          |                          |                          |  |  | 20 novembre 2004 à Lusaka | 20 novembre 2004 à Lusaka | 20 novembre 2004 à Lusaka | 20 novembre 2004 à Lusaka |
|  | Maurice                  | Maurice                | 1                          | 1                      | Zambie     | Zambie     | 0                        | 4                        |                          |                          |  |  |                           |                           |                           |                           |
|  | 13 juin 2004 à Maputo    |                        |                            |                        | Zambie     | Zambie     | 0                        | 4                        |                          |                          |  |  |                           |                           |                           |                           |
|  |                          |                        | Angola                     | Angola                 | 0          | 5          |                          |                          |                          |                          |  |  |                           |                           |                           |                           |
|  | Mozambique               | Mozambique             | Angola                     | Angola                 | 0          | 5          | 2                        | 2                        |                          |                          |  |  |                           |                           |                           |                           |
|  | Mozambique               | Mozambique             |                            |                        |            |            |                          |                          |                          |                          |  |  |                           |                           |                           |                           |
|  | Malawi                   | Malawi                 | 0                          | 0                      |            |            |                          |                          |                          |                          |  |  |                           |                           |                           |                           |
|  | Malawi                   | Malawi                 | 0                          | 0                      | Mozambique | Mozambique | 0                        | 0                        |                          |                          |  |  |                           |                           |                           |                           |
|  | 18 juillet 2004 à Luanda |                        |                            |                        | Mozambique | Mozambique | 0                        | 0                        |                          |                          |  |  |                           |                           |                           |                           |
|  |                          |                        | Angola                     | Angola                 | 1          | 1          |                          |                          |                          |                          |  |  |                           |                           |                           |                           |
|  | Angola                   | Angola                 | Angola                     | Angola                 | 1          | 1          | 1                        | 5                        |                          |                          |  |  |                           |                           |                           |                           |
|  | Angola                   | Angola                 |                            |                        |            |            |                          | 5                        |                          |                          |  |  |                           |                           |                           |                           |
|  | Botswana                 | Botswana               | 1                          | 3                      |            |            |                          |                          |                          |                          |  |  |                           |                           |                           |                           |
|  | Botswana                 | Botswana               | 1                          | 3                      |            |            |                          |                          |                          |                          |  |  |                           |                           |                           |                           |
|  |                          |                        |                            |                        |            |            |                          |                          |                          |                          |  |  |                           |                           |                           |                           |

| Vainqueur de la Coupe COSAFA 2004: Angola Troisième titre |